# Воробьёв, Виктор Иванович (геолог)
Виктор Иванович Воробьёв (4 [16] ноября 1875 или 1875, Екатеринодар — 7 [20] августа 1906 или 1906, Кубанская область) — русский минералог, учёный-хранитель Минералогической коллекции в Геологическом музее ИАН (ныне Минералогический музей им. А. Е. Ферсмана РАН).

## Биография
Родился 4 (16) ноября 1875 года в городе Екатеринодар, Кубанская область. Был младшим из трёх сыновей в семье екатеринодарского землемера. Отправляясь на летние работы, отец часто брал детей с собой. Так, во время поездок по кубанским степям и станицам Виктор сблизился с природой и полюбил её.
В 1884 году поступил в Кубанскую войсковую классическую гимназию в городе Екатеринодар.
В 1893 году, окончив гимназию, поступил на Физико-математический факультет Санкт-Петербургского университета. Летом 1895 года, будучи студентом третьего курса вместе с тремя товарищами работал в землемерной партии в верховья реки Белой. По материалам этой поездки Виктор Иванович написал свою первую научную статью.
Осенью 1895 года начал работать в Минералогическом Кабинете Университета. В 1897 году, он участвовал в подготовке и в проведении Седьмого международного геологического конгресса, который проводился в тот год в Петербурге. В. Воробьёв был помощником профессора Ф. Ю. Левинсона-Лессинга и сопровождал экскурсию участников конгресса в поездке на Кавказ, по Военно-Грузинской дороге. По окончании учёбы в 1897 году В. Воробьёв был оставлен при университете и работал в Минералогическом кабинете университета до весны 1898 года, когда он уехал в Мюнхен в аспирантуру к профессору Паулю Гроту.
После возвращения из Мюнхена осенью 1900 года Виктор Воробьёв начал работу в Геологическом музее по приглашению его директора Ф. Н. Чернышева. На него была возложена разборка и устройство Минералогического отделения. До осени 1901 года В. И. Воробьёв совмещал эту деятельность с преподаванием в Университете, где руководил практическими занятиями студентов.
В. И. Воробьёв практически в одиночку привёл в порядок обширные коллекции Минералогического кабинета. По ходу этой работы он выступал в Императорском Санкт-Петербургском минералогическом обществе с сообщениями об интересных находках в разбираемых им коллекциях.
Сотрудничал с Энциклопедическим словарём Брокгауза и Эфрона, где вёл отдел минералогии и кристаллографии. Во время пребывания в своем родном городе Екатеринодаре он также выступал с популярными публичными лекциями.
Был путешественником-исследователем. Более всего его интересовали Кавказские горы, известные ему с детства.

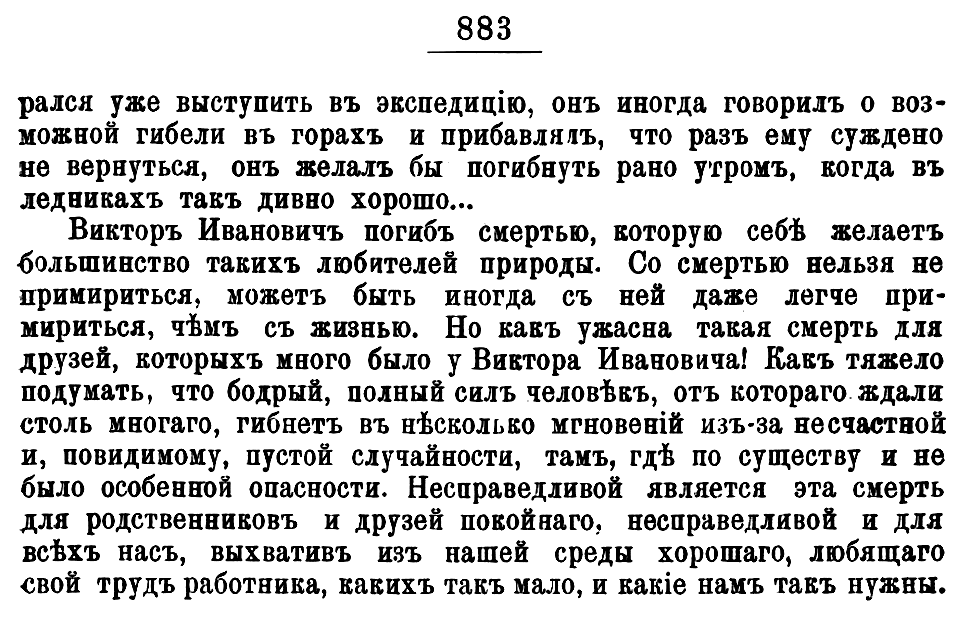
Из некролога

Организовал комплексную экспедицию для работы в горах Кубанской области. В этой экспедиции, состоявшейся летом 1906 года, он и погиб 7 (20) августа 1906 года, спускаясь с ледника Дзитаку и провалившись в трещину.

## Членство в организациях
- Императорское Санкт-Петербургское минералогическое общество
- Императорское Русское географическое общество

## Память
В честь В. И. Воробьёва были названы:
- Воробьевит — минерал, описанный В. И. Вернадским в 1908 году[3]. Этот же минерал за рубежом называется морганитом (1911)[4].
- Ледник Воробьёва (бывший ледник Дзитаку) — Ледник на Северном Кавказе, на месте гибели В. И. Воробьёва[5][6]
- Гора Воробьёва — гора на Северном Кавказе, высотой 2854,4 метров.
- Перевал Воробьёва — перевал на Северном Кавказе, на высоте 2620 метров.
- Ручей Воробьёва — горная река на Северном Кавказе, выходит из Ледника Воробьёва, впадает в реку Китайка, которая впадает в реку Киша (приток Белой).